# Kingsville (Teksas)
Kingsville je grad u američkoj saveznoj državi Teksas. Prema popisu stanovništva iz 2010. u njemu je živjelo 26.213 stanovnika.